# 박임택
박임택(朴壬澤, 1956년 7월 8일 ~ )은 대한민국의 제5대 경상북도 경산시의원이다.

## 학력
- 진성국민학교 졸업
- 진량중학교 졸업
- 대구고등학교 부설 방송통신고등학교 졸업
- 영남대학교 행정대학 정치외교학과

## 경력
- 진량읍 가야리 이장
- 경산동 라이온스 회장
- 진성초등학교 운영위원장
- 진성초등학교 총동창회 회장
- 경산 진량읍 을미회 회장
- 경산경찰서 방범 자문위원
- (사)경북안실련경산지국 위원장
- 진량읍 재향군인회 사무국장
- 제10교구 환성사 신도 회장
- 청소년 선도위원
- 진량농협 대의원
- 환성주택 대표
- 진량읍 체육회 이사
- 경산시 산림조합 대의원
- ㈜광성종합건설 고문
- 2006.07 ~ 2010.03 제5대 경상북도 경산시의회 의원
- 2006.07 ~ 2008.07 제5대 경상북도 경산시의회 전반기 운영위원회 위원
- 2006.07 ~ 2008.07 제5대 경상북도 경산시의회 전반기 총무보사환경위원회 위원
- 2006.07 ~ 2008.07 제5대 경상북도 경산시의회 전반기 예산결산특별위원회 위원
- 2008.07 ~ 2010.03 제5대 경상북도 경산시의회 후반기 행정사회위원회 위원장
- 2008.07 ~ 2010.03 제5대 경상북도 경산시의회 후반기 예산결산특별위원회 위원
- 경산시 민주평화통일자문회의 자문위원
- 새누리당 경북선거대책위원회 경산자문위원
- 새누리당 박근혜 대통령 후보 국민소통본부 경산시 소통위원

## 수상
- 경북도지사 표창
- 경산시장 표창
- Melvin Jones Fellow 수상 (Lions Culbs International Foundation Chair)
- 무궁화 수상 (국제라이온스협회 355-H 지구 총재)

## 역대 선거 결과
|  | 17.07% |

|  | 18.30% |

|  | 10.70% |